# Smeinogorsk
Smeinogorsk (russisch Змеиногорск) ist eine Stadt in der Region Altai im südlichen Westsibirien (Russland) mit 10.955 Einwohnern (Stand 14. Oktober 2010).

## Geografie
Die Stadt liegt 270 km südwestlich von Barnaul rund um den Schlangenberg (gora Smejewaja) an der Südwestflanke des Kolywan-Kamms des Erz-Altais (Rudny Altai). Durch den Ort fließen der Fluss Korbolicha, ein Nebenfluss des Alei im Flusssystem des Ob und der Bach Smejowka. In der Umgebung der Stadt gehen die Steppengebiete des nördlichen Voraltai in südöstlicher Richtung in Bergtaiga über.
Das Klima ist kontinental mit einer mittleren Januartemperatur von −15,5 °C und einer mittleren Julitemperatur von +19,1 °C. Die mittlere Jahresniederschlagsmenge beträgt 516 mm.
Die Stadt Smeinogorsk ist Verwaltungszentrum des gleichnamigen Rajons.
Die Stadt liegt an der Regionalstraße R370 Pospelicha–Tretjakowo (Entfernung über Pospelicha bis Barnaul 335 km) und hat keine Eisenbahnanbindung.

## Geschichte
1735 wurden im Bereich des Ortes reiche Silbererzvorkommen entdeckt und im Jahre darauf ein Bergwerk und die zugehörige Siedlung errichtet. Der Name des Bergwerkes und des Ortes war zunächst Smejow und wurde vom russischen Wort smeja („Schlange“) abgeleitet (vgl. „Schlangenberg“ – gora Smejewaja und Schlangenbach – Smejowka). Der Abbau der Silbererze wurde sowohl über als auch unter Tage betrieben.
1754 begann im Smeinogorsk das Wirken des Mechanikers und Erfinders Iwan Polsunow, der hier die erste Sägemühle Russlands errichtete.
1757 entstand eine (Holz-)Festung. Der Name eines Hügels im Stadtgebiet (sopka Karaulnaja – „Wachhügel“, 636 m) erinnert bis heute an die ehemalige militärische Bedeutung.
Von 1763 bis 1798 arbeitete in Smeinogorsk der Hydrotechniker und Erfinder Kosma Frolow. Im Jahre 1786 ließ er die Smejowka mit einem 18 m hohen Erddamm zu einem Teich aufstauen, auf dessen Grundlage dann bergbautechnische Einrichtungen zur Förderung der Erze und Wasserhaltung im Bergwerk entstanden. Ein Teil dieser Einrichtungen ist bis heute erhalten.
In den 1770er und 1780er Jahren entstanden die erste Bergbauschule der Region, das erste Berghospital sowie eine Kirche.
1806–1809 errichtete Kosma Frolows Sohn, der Bergingenieur Pjotr Frolow die erste, noch mit Pferden betriebene, Eisenbahnstrecke Russlands mit einer Länge von etwa 2 km zwischen Bergwerk und 1804 eröffneter Silberhütte. Dabei wurden gusseiserne Schienen verwendet; die Spurweite betrug 1067 mm.
Bis etwa zur Mitte des 19. Jahrhunderts spielten Bergwerk und Ort eine herausragende Rolle im russischen Bergbau. Etwa die Hälfte des im Altai geförderten Silbers stammte von hier. Wissenschaftler wie die deutschen Naturforscher und Geographen Peter Simon Pallas und Alexander von Humboldt, der deutsche Botaniker Carl Friedrich von Ledebour, der deutsch-russische Botaniker Alexander von Bunge und der Mechaniker Iwan Kulibin besuchten den Ort.
Bis zum Ende des 19. Jahrhunderts waren jedoch die Erzvorräte größtenteils abgebaut, sodass das Hüttenwerk 1893 den Betrieb einstellte. Zu dieser Zeit setzte sich auch endgültig der Ortsname Smeinogorsk durch, der auch früher bereits neben Smejow oder Smejowski verwendet wurde, allerdings hatte der Ort seine Bedeutung praktisch verloren, wurde zu einer Handelssiedlung mit Kleinindustrie lokaler Bedeutung und verlor das Stadtrecht.
In den 1920er und 1930er Jahren wurden in der Umgebung Lagerstätten polymetallischer Erze (Blei, Zink, Kupfer) entdeckt und auf deren Grundlage mehrere Bergwerke errichtet. Folglich erhielt Smeinogorsk zunächst des Status einer Arbeitersiedlung und 1952 erneut den einer Stadt.

### Bevölkerungsentwicklung
| Jahr | Einwohner |
| ---- | --------- |
| 1897 | 7.378     |
| 1939 | 11.800    |
| 1959 | 13.774    |
| 1970 | 11.432    |
| 1979 | 10.605    |
| 1989 | 12.232    |
| 2002 | 11.625    |
| 2010 | 10.955    |

Anmerkung: Volkszählungsdaten

## Sehenswürdigkeiten
Fragmente der Bergbaueinrichtungen des 18. und 19. Jahrhunderts sind erhalten (Smeinogorsker, Petrowski-, Tscherepanowski- und Jekaterinenbergwerk), darunter der „Bergteich“ (Gorny prud) mit Damm von 1786 und ein unterirdisches Wasserrad in einer 22 m hohen Kammer (momentan nicht zugänglich). Im heutigen Ortszentrum, im Bereich der ehemaligen Handelsvorstadt (torgowaja sloboda) ist der Hauptplatz mit den sog. Handelsreihen, dem Verwaltungsgebäude der Kolywan-Woskressensker Bergwerke, dem Haus der Bergoffiziere und Händlerwohnhäusern aus der Mitte des 19. Jahrhunderts praktisch unverändert erhalten. Hier befindet sich auch das ursprünglich 1827 von Pjotr Frolow gegründete und 1985 wiedereröffnete Bergbaumuseum. Das Gebäude der Spirituosenfabrik wurde 1901–03 errichtet. Außerhalb des Zentrums, um den Bergteich und entlang der Straße Richtung Kolywan sind einige Villen erhalten.

## Wirtschaft
In der Umgebung wird Bergbau (polymetallische Erze) betrieben. Es gibt außerdem Leicht- und Nahrungsmittelwirtschaftsbetriebe (Molkerei, Spirituosen). Smeinogorsk ist auch ein Landwirtschaftsgebiet (Ackerbau und Viehwirtschaft).

## Söhne und Töchter der Stadt
- Pjotr Frolow (1775–1839), Bergbauingenieur
- Nikolai Kulibin (1831–1903), Bergbauingenieur und Hochschullehrer